# Keskinen (ö i Mellersta Finland, Jämsä)
Keskinen är en ö i Finland. Den ligger i sjön Kuorevesi och i kommunen Jämsä i den ekonomiska regionen  Jämsä  och landskapet Mellersta Finland, i den södra delen av landet, 200 km norr om huvudstaden Helsingfors. Öns area är 0,5 hektar och dess största längd är 100 meter i sydväst-nordöstlig riktning.  Keskinen ligger i sjön Kuorevesi.